# Teruel (Colombia)
Teruel è un comune della Colombia facente parte del dipartimento di Huila.
Il centro abitato venne fondato da Bernardo de Lora e Juan Troyano nel 1656.